# Bror Hellström
Bror Hellström, född 26 november 1914, död 3 augusti 1992, var en svensk friidrottare (långdistanslöpning). Inhemskt tävlade han för IFK Österåker,  SoIK Hellas och Brandkårens IK. 
Bror Hellström utsågs till Stor Grabb nummer 96 i friidrott.

## Främsta meriter
Hellström hade svenska rekordet på 5 000 meter 1941 till 1942.
Två världsrekord på stafettlöpning 4 x 1500 meter och 4 x 1 engelsk mil 1941 (med Hugo Karlén, Åke Jansson Spångert och Henry Jonsson Kälarne).

## Idrottskarriär
1936 deltog Hellström vid de olympiska spelen i Berlin där han kom på fjortonde plats på 5 000 meter.
1941 förbättrade han Henry Kälarnes svenska rekord på 5 000 meter från 1939 (14.18,8) till 14.15,8. Han behöll rekordet tills Gunder Hägg sprang under 14 minuter påföljande år.